# حريق سجن تانجيرانج
حريق سجن تانجيرانج، هو حريق وقع في مبنى سجن مكتظ في مدينة تانجيرانج، بنتن، إندونيسيا، في جاكرتا الكبرى. بدأ الحريق في حوالي الساعة 01:45 (بالتوقيت المحلي في 8 سبتمبر 2021) (18:45 بالتوقيت العالمي، 7 سبتمبر 2021) في القطاع C من سجن تانجيرانج، مما أسفر عن مقتل 41 سجينًا وإصابة 80 شخصًا آخرين. 

## خلفية
كان نظام السجون الإندونيسي مكتظًا منذ سنوات، ويرجع ذلك جزئيًا إلى القوانين الصارمة التي تحكم المخدرات والتركيز على السجن بدلاً من إعادة تأهيل أولئك الذين ينتهكونها.  القطاع C (Chandiri Nengga)، مبنى السجن المتأثر، يُحتجز فيه نزلاء مسجونين بسبب جرائم متعلقة بالمخدرات.  ويُعد هذا السجن سجنًا من الدرجة الأولى في تانجيرانج، وتبلغ سعته 600 شخص، لكنه كان يحتجز أكثر من 2000 نزيل.  جرى بناء القطاع C لاستيعاب 38 نزيلاً، لكنه كان يحتجز 122 في وقت الحريق. 
كان هذا أعنف حريق في إندونيسيا منذ كارثة الألعاب النارية في تانجيرانج عام 2017، والتي أودت بحياة 49 شخصًا على الأقل. 

## الحريق
بدأ الحريق في الساعة 01:45 بالتوقيت المحلي، عندما اندلع حريق صغير في القطاع C2 من السجن.  سمع موظف السجن، إيان سفيان، صرخات من داخل زنازين القطاع.  حاول العديد من الحراس والسجناء الآخرين إخلاء القطاع بأكمله، لكنهم تمكنوا من إخلاء 20 نزيلاً فقط. وفقًا لبروتوكولات السجن، يوضع النزلاء في زنازين مقفلة، ومع انتشار الحريق لم يتمكن موظفو السجن من فتح كل الغرف. حدثت جميع الوفيات في الزنازين المغلقة. جرى إخطار رجال الإطفاء بالكارثة بعد فترة وجيزة وعملت حوالي 30 سيارة إطفاء على إخماده. وصلت سيارات الإطفاء إلى مكان الحادث في الساعة 02:00، وسيطرت على الحريق حوالي الساعة 3:00،  وأخمدت النيران أخيرًا بعد ساعتين تقريبًا من اندلاعها. 

## الإصابات

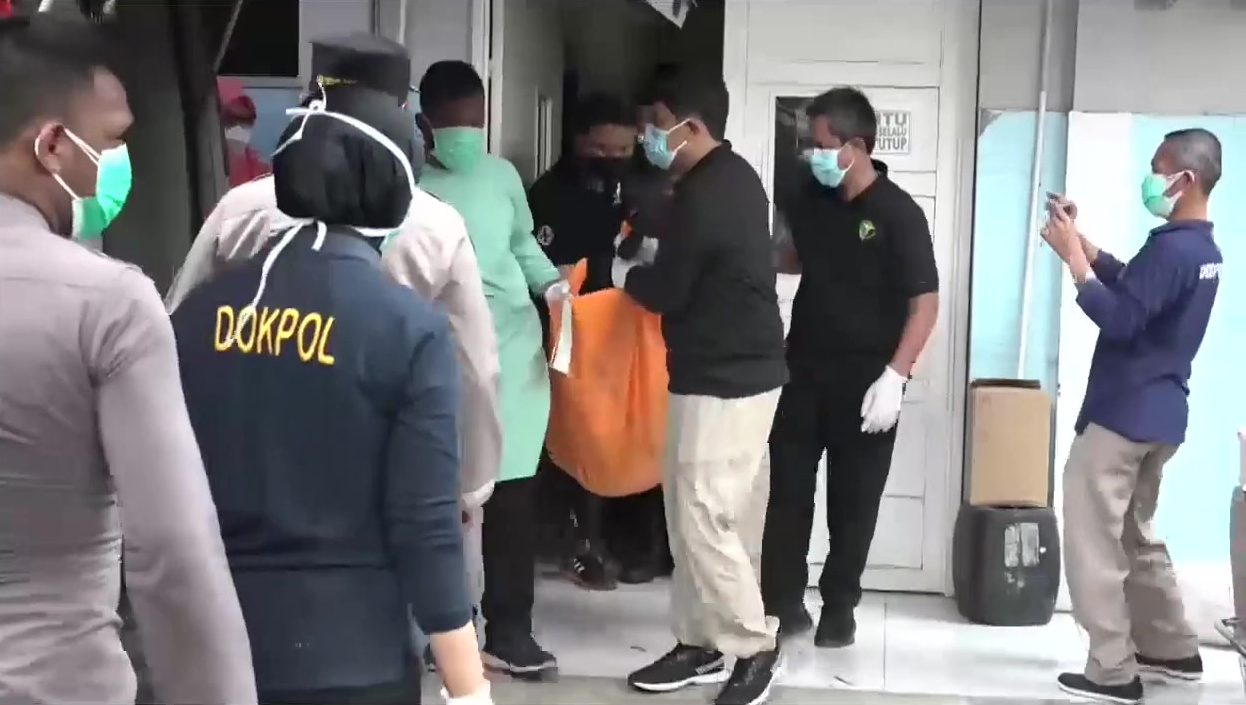
عناصر من الشرطة ينقلون جثث ضحايا حريق سجن تانجيرانج إلى سيارة إسعاف.

أسفر الحريق عن وفاة ما لا يقل عن 41 نزيلاً، وإصابة 8 سجناء بجروح خطيرة جراء الحروق، و 73 إصابة طفيفة. نُقل الجرحى إلى مستشفى سيتانالا ومستشفى تانجيرانج ريجنسي العام. ونقلت جثث الموتى إلى مستشفى الشرطة المركزي لإجراء مزيد من التحقيقات.
معظم القتلى هم سجناء في جرائم تتعلق بالمخدرات، بينما هناك عدد آخر بتهمة الإرهاب والقتل. وكان اثنان من القتلى أجانب: أحدهما من جنوب إفريقيا والآخر من البرتغال. وجميع السجناء الجرحى مدانون بتهم تتعلق بالمخدرات.

## ردود الفعل

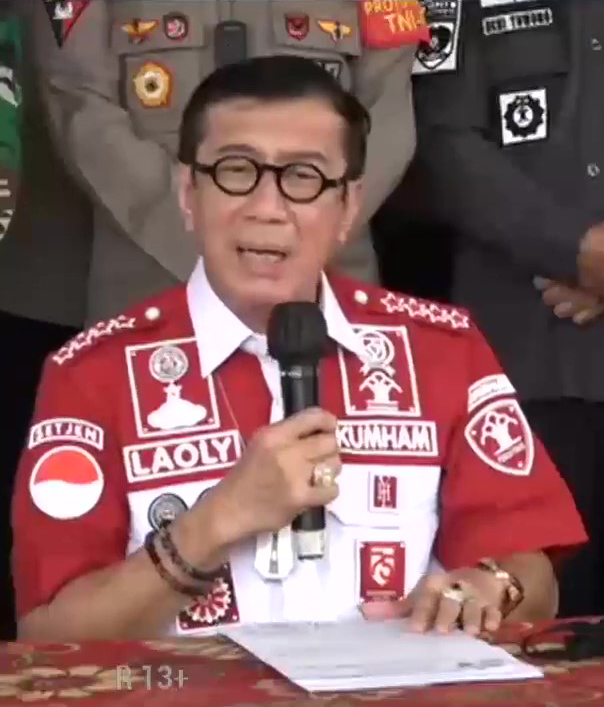
وزير القانون وحقوق الإنسان ياسونا لاولي يعقد مؤتمرا صحفيا بعد حوالي ساعة من وصوله.

وصل العديد من المسؤولين الإندونيسيين على الفور إلى مكان الحادث. وصل رئيس شرطة جاكرتا المفتش العام م. فاضل عمران في الصباح ونشر حوالي 150 شرطيًا، معظمهم من <i id="mwYQ">أفراد بريموب</i>، لتأمين محيط السجن. ووصل وزير العدل وحقوق الإنسان ياسونا لاولي ونائب الوزير إدوارد عمر شريف حياريج بعد قليل في حوالي الساعة 10 صباحًا بالتوقيت المحلي.

## ما بعد الكارثة
طالب عضو مجلس نواب الشعب سياريف الدين سدينغ بمسؤولية من وزير العدل فيما يتعلق بالحادث. واستجابةً للمطالب، شكل وزير العدل خمسة فرق للمساعدة في التعامل مع الحادث، فهناك فريق مسؤول عن تحديد الضحايا، وآخر مسؤول عن جنازة الضحايا، وثالث للتواصل مع أسر الضحايا، ورابع لتنسيق التعامل، وفيق أخير للعلاقات العامة.
أشارت التحقيقات الأولية التي أجرتها الشرطة إلى أن الحريق حدث بسبب ماس كهربائي.
قدم رئيس إندونيسيا، جوكو ويدودو، عبر المتحدث باسمه فادجرويل راتشمان، تعازيه للضحايا وأعرب عن توقعه بأن الكارثة يمكن التعامل معها بعدد قليل من الضحايا.
بعد الحادث، أعلن وزير العدل أنه سيتم تعويض أقارب الضحايا بتعويض قدره 30 مليون روبية (2,120 دولارًا أمريكيًا). أعلن عمدة تانجيرانج عاريف رشاديونو ويسمانسيه أن المدينة ستقدم تعويضات مالية لأقارب الضحايا.